# Alcor (personnage)
Koji Kabuto (兜甲児, Kabuto Kōji), plus connu sous le nom d’Alcor utilisé en France dans Goldorak, est un personnage de fiction, héros du manga et anime japonais de Gō Nagai intitulé Mazinger Z créé en 1972, ainsi qu'un personnage secondaire de Great Mazinger et Goldorak. Le nom original de Koji Kabuto est utilisé dans Mazinger Z, Great Mazinger et dans la version originale, mais pas dans la version francophone de Goldorak.

## Biographie de fiction
Alcor est un jeune scientifique qui retourne dans son pays après une période de travail à la NASA. Il assiste Actarus, prince d'Euphor et pilote du Goldorak, dans son combat contre les forces de Véga en utilisant d'abord dans la 1re saison de la série, sa première soucoupe l'OVTerre, puis, à la suite de la destruction de celle-ci dans l'épisode 27, un appareil construit en collaboration avec les techniciens du centre spatial du professeur Procyon, capable de se jumeler avec Goldorak, l'Alcorak.
Alcor est un jeune homme au grand cœur, impulsif, impétueux et épris de justice, qui fonce souvent tête baissée au combat, sans réfléchir aux conséquences potentielles de ses actes. Il se montre parfois imprudent, ce que lui reproche Actarus. Son combat aux côtés du Prince d'Euphor finira toutefois par lui enseigner la sagesse.